# مرکز مطالعات استراتژیک و بین‌المللی
مرکز مطالعات استراتژیک و بین‌المللی (انگلیسی: Center for Strategic and International Studies)
(CSIS) اندیشکده آمریکایی مستقر در واشینگتن، دی.سی., در ایالات متحده آمریکا است که طبق اساسنامه سازمان، تعهد به بی‌طرفی حزبی دارد. این مرکز در خصوص مسایل سیاست، اقتصاد و امنیت بین‌الملل در سراسر جهان با تمرکزی بر روابط بین‌الملل، تجارت، فناوری، دانش مالی، انرژی و ژئواستراتژی فعالیت می‌کند. این اندیشکده به موازات اعضای رسمی خود از حمایت فکری سیاستمداران میهمان که بعنوان Distinguished Statesman (دولت‌مردان متمایز) فراخوانده می‌شوند برخوردار است، از جمله ایهود باراک، کلارک مرداک، زبیگنیف برژینسکی، کارل تئودور تسو گوتنبرگ و ده‌ها سیاستمدار فعال یا بازنشسته دیگر.
در گزارش دانشگاه پنسیلوانیا، CSIS به عنوان اندیشکده رتبه اول در جهان در بین اندیشکده‌های دفاع و امنیت ملی و رتبه چهارم در بین بهترین اندیشکده‌ها با بیشترین ایده ها/پیشنهادهای نوآورانه معرفی شد.